# Samoa International 2007
Die Samoa International 2007 (auch Samoa Future Series 2007 genannt) waren die offenen internationalen Meisterschaften des Jahres 2007 von Samoa im Badminton. Bei den Titelkämpfen wurden Punkte für die Badminton-Weltrangliste vergeben. Das Turnier fand vom 3. bis 5. Mai 2007 statt.

## Sieger und Platzierte
| Disziplin    | Gold                       | Silber                      | Bronze                           |
| ------------ | -------------------------- | --------------------------- | -------------------------------- |
| Herreneinzel | Marco Vasconcelos          | Ben Walklate                | Jeff Tho                         |
| Herreneinzel | Marco Vasconcelos          | Ben Walklate                | Craig Cooper                     |
| Dameneinzel  | Michelle Chan              | Renee Flavell               | Andra Whiteside                  |
| Dameneinzel  | Michelle Chan              | Renee Flavell               | Erin Carroll                     |
| Herrendoppel | Sene Tokuma Tupu Fua       | Horice Jensen Carry Fiaputa | Jason Talapusi Tupu Sekone       |
| Herrendoppel | Sene Tokuma Tupu Fua       | Horice Jensen Carry Fiaputa | Nitonsene Siilata Seleni Amelika |
| Damendoppel  | Susan Dobson Tania Luiz    | Renee Flavell Michelle Chan | Heseti Mafaufau Mesepa Risale    |
| Damendoppel  | Susan Dobson Tania Luiz    | Renee Flavell Michelle Chan | Karyn Whiteside Andra Whiteside  |
| Mixed        | Craig Cooper Renee Flavell | Ben Walklate Erin Carroll   | Heseti Mafaufau Tupu Fua         |
| Mixed        | Craig Cooper Renee Flavell | Ben Walklate Erin Carroll   | Mesepa Risale Sene Tokuma        |

## Finalergebnisse
| Disziplin    | Sieger                     | Finalist                    | Ergebnis            |
| ------------ | -------------------------- | --------------------------- | ------------------- |
| Herreneinzel | Marco Vasconcelos          | Ben Walklate                | 17-21, 21-12, 21-15 |
| Dameneinzel  | Michelle Chan              | Renee Flavell               | 21-11, 23-21        |
| Herrendoppel | Sene Tokuma Tupu Fua       | Horice Jensen Carry Fiaputa | 21-12, 21-10        |
| Damendoppel  | Susan Dobson Tania Luiz    | Renee Flavell Michelle Chan | 21-17, 11-21, 21-16 |
| Mixed        | Craig Cooper Renee Flavell | Ben Walklate Erin Carroll   | 21-4, 21-12         |